# Aughra
(Aughra in Dark Crystal)
Aughra è un personaggio immaginario che ha debuttato in Dark Crystal nel 1982, ideato da Jim Henson e disegnato da Brian Froud. Successivamente, è apparsa in varie opere derivate, tra cui manga, fumetti, romanzi e serie TV.
Simile a una dea della natura, Aughra rappresenta la personificazione del mondo di Thra. Alta circa un metro e mezzo, ha corna a spirale, un occhio staccabile e due occhi accecati. Caratterizzata da un comportamento inscrutabile e burbero, svolge un ruolo centrale in Dark Crystal, dove consegna la scheggia del Cristallo Nero all'eroe Jen.
Nel film Dark Crystal, Aughra è rappresentata tramite un burattino a due mani, manovrato da Frank Oz, e doppiata da Billie Whitelaw. In Dark Crystal: La resistenza, viene doppiata da Donna Kimball. Sebbene Dark Crystal abbia ricevuto recensioni miste, il personaggio di Aughra è stato particolarmente apprezzato ed è considerato una delle migliori creazioni di Jim Henson.

## Creazione
— Brian Froud
Un precursore di Aughra appare nel secondo abbozzo di Henson, intitolato The Crystal nel 1978, dove viene descritto come una "bestiola curiosa e distratta" di nome Habeetabat. In questa versione, il personaggio era rappresentato come maschile e possedeva tratti animali, come chele e baffi. Identificato come un profeta, Habeetabat avrebbe avuto il compito di custodire una chiave magica, che poi si sarebbe trasformata nella scheggia del Cristallo nel film.
Il personaggio subì poi numerose modifiche. Froud chiese di cambiare il suo nome, poiché lo trovava troppo simile a "Habitat", un'azienda che detestava. Con l'arrivo dello sceneggiatore David Odell, il personaggio assunse il ruolo di personificazione della Grande Madre. Secondo lo scultore Lyle Conway, la decisione di rendere Aughra più femminile fu presa per attrarre un pubblico femminile. Mantenendo la caratterizzazione del personaggio come profeta, ma sviluppando il tema della spiritualità, Froud incorporò nel design di Aughra un terzo occhio, simbolo, nella tradizione induista, della capacità di vedere nel futuro.
Scolpita da Lyle Conway utilizzando schiuma di lattice, la testa del burattino di Aughra presentava una maggiore elasticità facciale rispetto a quella dei personaggi Gelfling, grazie ai suoi tratti rugosi. La testa era attaccata al corpo tramite un perno, che consentiva un movimento naturale. Il personaggio veniva animato mediante un burattino a due mani, con Frank Oz che utilizzava la mano sinistra per manipolare la testa e la mano destra per controllare il braccio corrispondente del burattino. Un assistente si occupava della mano destra, mentre una squadra di operatori via cavo gestiva gli occhi e le espressioni facciali. Per rendere i movimenti del personaggio più fluidi, vennero inseriti dei pouf nascosti tra gli indumenti di Aughra, per aggiungere peso. Nelle scene in cui il personaggio camminava, vennero utilizzati attori affetti da nanismo.
Nella scelta del doppiatore, Henson si ispirò alla recitazione di Zero Mostel, che interpretava "un uccello pazzo che lotta con la sua sindrome di Tourette" nel film La Collina dei Conigli. Inizialmente doppiata da Frank Oz, Henson decise poi di optare per una voce femminile, scegliendo Billie Whitelaw. Secondo Henson, l'intento era di conferire al personaggio una voce che rendesse ambigua la sua natura, lasciando incertezza sul suo allineamento morale. Anni dopo, Odell scrisse che la frase di Aughra, "Può essere dovunque" (detta dopo aver appreso della morte del maestro di Jen), fu influenzata dal libro Le comunicazioni di Seth di Jane Roberts.

## Apparizioni

### Film
Negli eventi di Dark Crystal, ambientati dopo il quasi totale sterminio dei Gelfling da parte degli Skeksis, il capo dei Mistici incarica Jen, l'unico Gelfling sopravvissuto, di cercare Aughra e recuperare la scheggia prima che si compia la Grande Congiunzione. Jen raggiunge l'osservatorio di Aughra, dove la profetessa gli mostra una serie di cristalli. Tra questi, Jen riesce a identificare la vera scheggia. Successivamente, l'osservatorio viene assediato dai Garthim, che cercano di catturare Jen ma prendono invece Aughra. Viene quindi portata al castello del Cristallo, dove affronta gli Skeksis, insultandoli apertamente. In seguito, viene imprigionata nel laboratorio dello scienziato skekTek, dove assiste all'abuso del Cristallo per creare gli schiavi muti degli Skeksis. Quando skekTek porta la Gelfling femmina Kira nel laboratorio, Aughra aiuta Kira a liberare gli animali imprigionati, che uccidono lo scienziato. Alla fine, Aughra si reca nella sala del Cristallo per osservare Jen utilizzare la scheggia per guarire il Cristallo, unificando gli Skeksis e i Mistici.

### Libri
L'origine di Aughra viene rivelata nel libro complementare The World of the Dark Crystal di J.J. Llewellyn, in cui si racconta che fu creata dal Cristallo della Verità per assumere il ruolo di custode del mondo di Thra e portavoce dei suoi abitanti. All'età di mille anni, Aughra assiste alla prima Grande Congiunzione, ovvero l'allineamento millenario dei tre soli di Thra. La luce dei tre soli colpisce il Cristallo, aprendo un portale che consente l'ingresso nel mondo di 18 visitatori, gli UrSkeks. Durante la Congiunzione, Aughra viene esposta alla luce incandescente dei soli, subendo gravi ustioni e perdendo un occhio. Gli UrSkeks guariscono le sue ferite, e Aughra stabilisce un rapporto amichevole con loro, insegnando loro la natura di Thra. In cambio, riceve in dono un osservatorio dotato di un grande planetario.
Un millennio dopo l'arrivo degli UrSkeks, Aughra li aiuta a costruire una rete di specchi attorno al Cristallo della Verità, sperando che la luce prodotta dalla seconda Grande Congiunzione possa permettere agli UrSkeks di tornare al loro mondo. Tuttavia, la cerimonia porta alla divisione degli UrSkeks in due razze: i crudeli Skeksis e i pacifici Mistici. Nella confusione successiva, gli Skeksis colpiscono il Cristallo, facendo volare una scheggia che danneggia il cuore del pianeta. Sebbene Aughra continui a mantenere rapporti cordiali con gli Skeksis, in particolare con lo scienziato skekTek, si isola progressivamente da loro quando scopre il loro piano di sfruttare i Gelfling per creare un elisir in grado di ringiovanire gli Skeksis.
Secondo la trasposizione letteraria di Dark Crystal di A.C.H. Smith, l'arrivo degli UrSkeks, oltre a ferire un occhio di Aughra, provoca anche un danno al suo lato maschile.
Nel romanzo Song of the Dark Crystal di J.M. Lee, Aughra viene visitata nel suo osservatorio da una delegazione di Gelfling che chiedono il suo aiuto per trovare un modo per sconfiggere gli Skeksis, i quali hanno iniziato a rapire segretamente i Gelfling. Sebbene, a causa della sua crescente senilità, Aughra rifiuti di aiutarli esplicitamente, dona alla delegazione un libro contenente informazioni su uno strumento magico che i Gelfling potranno usare per avvertire tutti i Gelfling del mondo del pericolo imminente.

### Fumetti
I romanzi grafici Dark Crystal: Creation Myths espandono il racconto presentato in The World of the Dark Crystal. Il primo volume narra di come Aughra abbia un figlio di nome Raunip, che eredita l'intelligenza della madre, ma con un interesse per gli affari terreni. Dopo l'arrivo degli UrSkeks, Aughra continua a scrutare i cieli, mentre suo figlio osserva con scetticismo gli UrSkeks costruire un castello attorno al Cristallo e influenzare l'evoluzione culturale dei Gelfling. Quando Raunip scopre che gli UrSkeks furono esiliati dal loro pianeta d'origine per eresia, tenta di convincere i Gelfling a riprendere il Cristallo con la forza, ma Aughra lo ferma, rifiutando di condividere la sfiducia del figlio. Nel secondo volume, viene rivelato che furono gli insulti di Raunip a scoraggiare gli UrSkeks durante la seconda Grande Congiunzione, portando alla loro divisione in Skeksis e Mistici. Dopo la frammentazione del Cristallo, Aughra e Raunip scendono nei sotterranei di Thra alla ricerca della scheggia, raccogliendo numerosi frammenti cristallini nella speranza che uno di essi possa essere la vera scheggia. Quando la destabilizzazione del pianeta a causa della rottura del Cristallo spinge una nuova razza ostile ad attaccare i villaggi dei Gelfling e dei Podling, Raunip abbandona Aughra quando lei decide di concentrarsi sulla ricerca della scheggia, piuttosto che intervenire attivamente per difendere gli abitanti di Thra.

## Accoglienza
Sebbene critico nei confronti di Dark Crystal, lo scrittore Kenneth Von Gunden lodò l'interpretazione di Billie Whitelaw, elogiando il personaggio di Aughra per il suo affascinante miscuglio di umorismo e irascibilità. Screen Rant posizionò Aughra al 1º posto nella sua lista delle 10 creazioni di Jim Henson più sottovalutate, descrivendo Aughra come una versione di Yoda "femminile" e "70% più brontolona". Il periodico SciFiNow classificò Aughra al 1º posto nella sua lista delle 14 migliori creazioni di Jim Henson.
La rappresentazione di Aughra in Dark Crystal: La resistenza è stata accolta positivamente. Rogerebert.com ha scritto che "Donna Kimball azzecca il cocktail di sicurezza tosta e insicurezza assillante di Aughra, rendendola una gioia da guardare".